# رون برات
رون برات (5 مايو 1928 - 1 يونيو 1977) (بالإنجليزية: Ron Pratt)‏ هو لاعب كريكت بريطاني.